# Deserted River
Deserted River är ett vattendrag i Kanada.   Det ligger i Sunshine Coast Regional District och provinsen British Columbia, i den sydvästra delen av landet, 3 600 km väster om huvudstaden Ottawa.
I omgivningarna runt Deserted River växer i huvudsak barrskog. Runt Deserted River är det mycket glesbefolkat, med 2 invånare per kvadratkilometer.